# Nishinoomote
Nishinoomote (西之表市?) è una città del Giappone meridionale situata nella prefettura di Kagoshima. Il territorio comunale occupa la parte nord dell'isola di Tanegashima, che fa parte dell'arcipelago delle isole Ōsumi.
A tutto il 24 agosto del 2012, Nishinoomote aveva 16 772 abitanti distribuiti su un'area di 205,78 km², per una densità di 81,5 ab./km².

## Storia
A seguito del riordino territoriale imposto con la restaurazione Meiji, l'odierna Nishinoomote, allora chiamata Kitatane, fu inserita nel distretto di Kumage con lo status di villaggio il 1º aprile 1889. Fu dichiarata cittadina il 1º aprile 1926 e ribattezzata Nishinoomote. Ha ottenuto l'attuale status di città il 1º ottobre 1958.
Dal 1º ottobre 1993 è gemellata con Vila do Bispo, il comune portoghese dove nacque Fernão Mendes Pinto, che arrivò a Tanegashima nel 1543 ed è considerato da alcuni il primo europeo che abbia messo piede in Giappone.